# 4184 Berdyayev
4184 Berdyayev è un asteroide della fascia principale. Scoperto nel 1969, presenta un'orbita caratterizzata da un semiasse maggiore pari a 2,5783250 UA e da un'eccentricità di 0,0368790, inclinata di 9,45474° rispetto all'eclittica.